# Stojdraga
Stojdraga – wieś w Chorwacji, w żupanii zagrzebskiej, w mieście Samobor. W 2011 roku liczyła 52 mieszkańców.